# Láb
Láb é um município da Eslováquia, situado no distrito de Malacky, na região de Bratislava. Tem 27,85 km² de área e sua população em 2019 foi estimada em 1996 habitantes.

## Demografia
| Ano:        | 1994 | 2004   | 2014    | 2024    |
| ----------- | ---- | ------ | ------- | ------- |
| Broj ljudi: | 1367 | 1387   | 1595    | 2207    |
| Razlika:    |      | +1,46% | +14,99% | +38,36% |

| Ano:               | 2023 | 2024   |
| ------------------ | ---- | ------ |
| Número de pessoas: | 2172 | 2207   |
| Diferença:         |      | +1,61% |